# 树林召镇
树林召镇是中华人民共和国内蒙古自治区鄂尔多斯市达拉特旗下辖的一个镇。

## 行政区划
树林召镇下辖以下村级行政区划单位：
大树湾村、南伙房村、白柜村、三倾地村、草原村、关碾房村、靴铺窑子村、张铁营子村、五股地村、平原村、东海心村、树林召村、林原村、新民村、田家营子村、二锁圪梁村、城塔村、耳字壕村、什拉台村、哈什拉村、沟心召村、河洛图村和沙坝子村。